# Oak Hill (Ohio)
Pour les articles homonymes, voir Oak Hill.
Oak Hill est un village américain situé dans le comté de Jackson, dans l'Ohio. Selon le recensement de 2010, sa population est de 1 551 habitants.